# Capelio
Capelio é um género botânico pertencente à família Asteraceae.

## Sinonímia
- Capelio B. Nord.

## Espécies
Apresenta apenas duas espécies;
- Alciope lanata
- Alciope tabularis